# Polyglypta dorsalis
Polyglypta dorsalis är en insektsart som beskrevs av Hermann Burmeister. Polyglypta dorsalis ingår i släktet Polyglypta och familjen hornstritar. Inga underarter finns listade i Catalogue of Life.